# Usman Yusúpov
Usman Yusupóvich Yusúpov (en uzbeko: Usmon Yusupovich Yusupov; en ruso: Усман Юсупович Юсупов; 1 de marzo de 1901 - 7 de mayo de 1966) fue un político soviético que ocupó el cargo de Primer Secretario del Partido Comunista de la República Socialista Soviética de Uzbekistán desde 1937 hasta 1950.

## Biografía

### Primeros años
Yusúpov nació en el pueblo de Kaftarkhan, en el Imperio Ruso, el 1 de marzo de 1901. Nacido en la familia de un trabajador uzbeko, él también comenzó a trabajar en una desmontadora en Kovunch, a la edad de quince años.

### Carrera política
Usman Yusupov se unió al Partido Comunista de Toda la Unión (bolchevique) en 1926.
De 1926 a 1928, se desempeñó como presidente del Comité del Distrito de Taskent del Sindicato de Constructores. Luego se convirtió en el Jefe del Departamento de Organización del Comité de Distrito de Taskent del Partido Comunista de la RSS de Uzbekistán y ocupó el cargo desde 1928 hasta 1929. De marzo de 1929 a septiembre de 1931, fue Secretario del Comité Central del Partido Comunista de la RSS de Uzbekistán en la ciudad de Samarcanda. Desde septiembre de 1931 hasta diciembre de 1934, Yusúpov se desempeñó como presidente de la Oficina de Asia Central de la Confederación Sindical de Todos los Sindicatos en Taskent. De noviembre de 1936 a septiembre de 1937, se desempeñó como Comisario del Pueblo de la Industria Alimentaria de la RSS de Uzbekistán. También ocupó brevemente el cargo de presidente del Sóviet Supremo de la República Socialista Soviética de Uzbekistán durante cinco días.
Yusúpov luego se desempeñó como gobernante de facto de la República Socialista Soviética de Uzbekistán, como Primer Secretario del Partido Comunista de la RSS de Uzbekistán de 1937 a 1950. Anteriormente había sido Primer Secretario del Comité Regional de Taskent de 1938 a 1943. Posteriormente fue nombrado Ministro de Producción de Algodón de la Unión Soviética de 1950 a 1953, y luego fue el cuarto Presidente del Consejo de Ministros de la República Socialista Soviética de Uzbekistán de 1953 a 1954. Trabajó como director de la granja estatal hasta 1959 cuando se jubiló.

### Fallecimiento
Usman Yusúpov falleció el 7 de mayo de 1966 en la ciudad de Yangiyo'l . Fue enterrado en el cementerio Chigatai, ubicado en Taskent .

## Premios y condecoraciones
- Orden de Lenin (6)
- Orden de la Guerra Patria (1° Clase)
- Orden de la Bandera Roja del Trabajo
- Orden de la Insignia de Honor